# Lantero (Boal)
Lantero (en asturiano: Llanteiro y oficialmente) es una casería perteneciente a la parroquia de Serandinas, en el concejo de Boal, comarca de Eo-Navia, Principado de Asturias, España.
Cuenta con una población de 1 habitante (INE, 2013), y se encuentra a unos 75 m de altura sobre el nivel del mar, en la margen derecha del río Navia, frente a Serandinas, pero, al igual que en el caso de Mezana, no existe acceso directo por carretera desde la capital del concejo, por lo que es posible llegar a este lugar cruzando en lancha el río Navia a la altura de Serandinas, o, por carretera, gracias a una pista desde Villayón, localidad de la que dista unos 5,5 km.